# Deutsches Fahndungsblatt
Das Deutsche Fahndungsblatt war ein vom Polizeipräsidium Berlin herausgegebenes amtliches Mitteilungsblatt in der Zeit des Deutschen Kaiserreichs und der Weimarer Republik, das in den Jahren 1899 bis 1928 erschien.

## Beschreibung

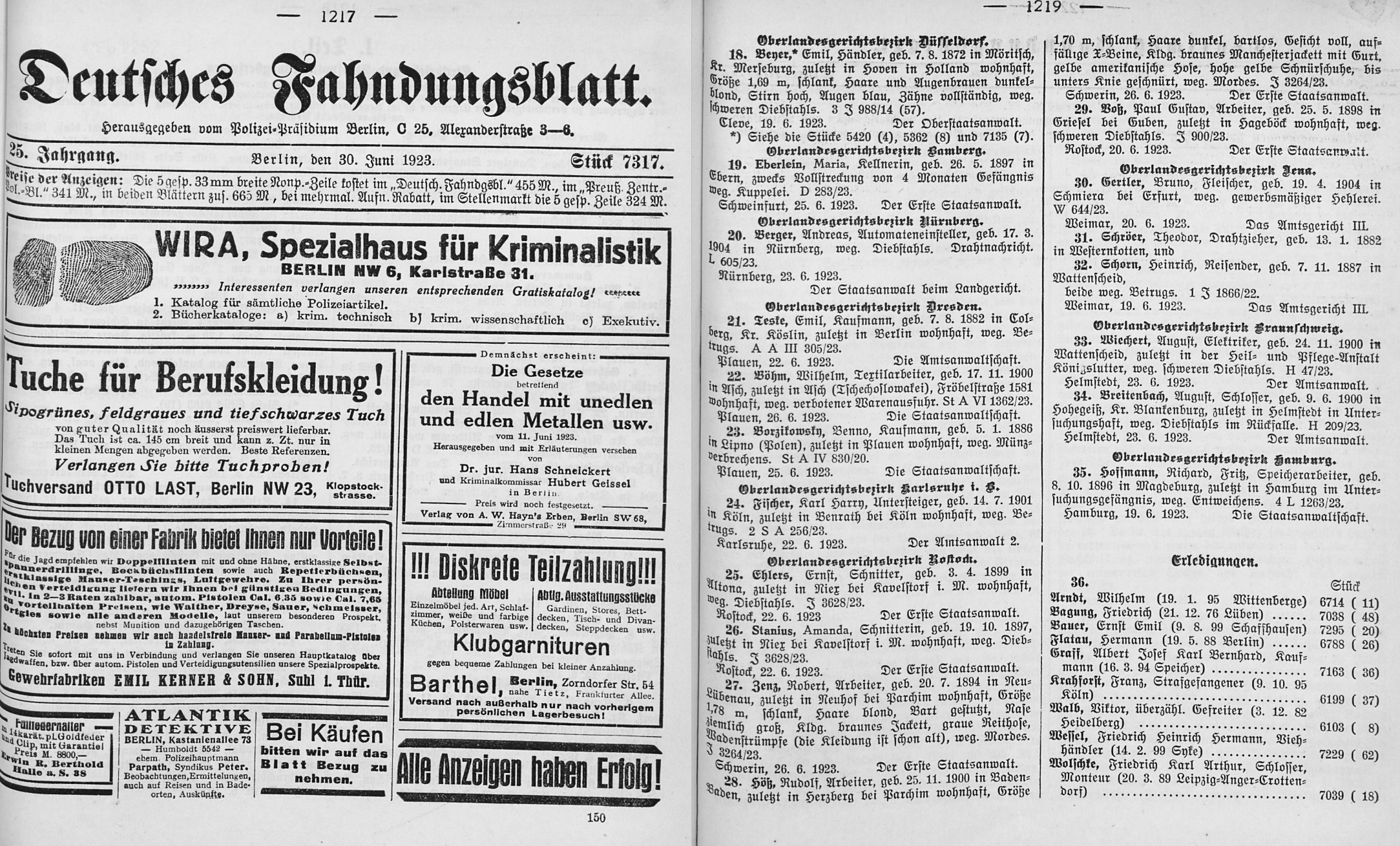
Ausgabe des Deutschen Fahndungsblatt vom 30. Juni 1923 mit einer Suchmeldung zu Rudolf Höss, dem späteren Kommandeur des KZ Auschwitz wegen eines von ihm im Mai 1923 mitbegangenen Mordes

Das Blatt veröffentlichte Fahndungsmeldungen zu namentlich bekannten Personen sowie zu unidentifizierten Personen. Die ausgeschriebenen Personen wurden von unterschiedlichen Polizeistellen im Gebiet des Deutschen Reiches wegen des Verdachtes, schwere Straftaten begangen zu haben, oder als tatüberführte Flüchtige, gesucht. Die kurzen Einträge im Fahndungsblatt enthielten in der Regel Angaben zu begangenen Taten, Personenbeschreibungen (Körpergröße, Haarfarbe, Auffälligkeiten wie sichtbare Narben, Tätowierungen etc., und ähnliches mehr) sowie Angaben, welche Polizeistelle über eine Sichtung oder Festnahme der gesuchten Person zu informieren sei. Zu einzelnen gesuchten Personen wurden allenfalls vorhandene Fotos mit ihrem Konterfei abgedruckt. Das Fahndungsblatt erschien etwa wöchentlich und war durchnummeriert. Es umfasste im Schnitt 5 bis 8 Blätter und damit 10 bis 16 Seiten.
Adressatenkreis der Publikation waren in erster Linie Polizeistellen im gesamten Staatsgebiet sowie andere Behörden.
Von 1925 bis 1928 erschien das Steckbriefregister zum Deutschen Fahndungsblatt und Preußischen Zentralpolizeiblatt für die Beamten der Landjägerei in Preußen als Beilage zum Fahndungsblatt.
Im Jahr 1928 wurde die Publikation eingestellt. An ihrer Stelle erschien dann von 1928 bis 1945 das Deutsche Kriminalpolizeiblatt.

## Verfügbarkeit
Die Ausgaben Deutsche Fahndungsblatt ist heute in diversen Forschungsbibliotheken verfügbar. Zumeist werden verschiedene Hefte eines Jahrgangs oder Teile eines Jahrgangs (meist die Ausgaben eines Halbjahrs oder Vierteljahrs) in von den Bibliotheken erstellten Bänden, die mehrere Einzelhefte zusammenleimen, gesammelt.